# Междуплатформен софтуер
Междуплатформен софтуер, често като междуплатформени разработки в компютърните науки характеризира компютърен софтуер или методи на изчисление и концепции, които са прилагани и интероперират на множество компютърни платформи  Междуплатформеният софтуер бива два вида:
- единият вид изисква индивидуална компилация за всяка платформа, която поддържа,
- другият е такъв, че директно се стартира и работи върху всеки вид платформа без специална подготовка, например софтуер, писан на интерпретативен език или предварително компилиран байт-код, за който интерпретатори или пакети по време на използване (runtime) са общи или стандартни за всички платформи.[2]